# FC Lady's Scherpenheuvel
FC Lady's Scherpenheuvel was een Belgische voetbalclub uit Scherpenheuvel. De club was aangesloten bij de KBVB en was er actief in het damesvoetbal. De club was slechts 15 jaar actief, maar speelde wel meer dan een decennium op het hoogste niveau en speelde twee bekerfinales.

## Geschiedenis
De club werd opgericht op 10 juli 1975 en sloot zich aan bij de Belgische Voetbalbond. Reeds in 1976 bereikte de club de in die tijd enige nationale reeks en werd er al meteen vijfde. Scherpenheuvel herhaalde dit de volgende twee seizoenen. In 1979 bereikte de ploeg ook de finale van de Beker van België, maar daar bleek Astrio Begijnendijk te sterk. In 1980 haalde de ploeg haar beste competitieresultaat ooit en eindigde derde. In 1981 bereikte Scherpenheuvel opnieuw de bekerfinale, maar ditmaal was KSV Cercle Brugge er te sterk.
Daarna ging het moeilijker voor de club. Scherpenheuvel eindigde de volgende seizoenen in de middenmoot tot het in 1987 afgetekend allerlaatste werd. Na een decennium op het hoogste niveau degradeerde de club zo naar Tweede Klasse. Daar werd men meteen tweede en zo keerde men in 1988 weer terug in Eerste Klasse. Ook ditmaal haalde de ploeg er geen goede resultaten, eindigde er voorlaatste en degradeerde zo meteen weer. Scherpenheuvel zou weer naar Tweede Klasse moeten, maar gaf forfait voor het seizoen 1989/90 en hield het voor bekeken. Op 8 september 1990 kreeg de club haar ontslag bij de KBVB.

## Erelijst
Beker van België
finalist (2): 1979, 1981